# Bahà-ad-Din ibn Xaddad
Abu-l-Mahassin Bahà-ad-Din Yússuf ibn Rafi ibn Tamim ibn Xaddad al-Assadí al-Mawsilí —àrab: أبو المحاسن بهاء الدين يوسف بن رافع بن تميم بن شداد الأسدي الموصلي الشهير بـ ابن شداد, Abũ l-Maḥāsin Bahāʾ ad-Dīn Yūsuf b. Rāfiʿ b. Tamīm b. Xaddād al-Asadī al-Mawṣilī—, més conegut com a Ibn Xaddad (Mossul, 1145 - Alep, 1235), fou un biògraf de Saladí. Va tenir alguns càrrecs sota Saladí i coneixia els fets de primera mà. La seva obra es titula al-Nawadir al-sulatniyya wa l-mahasim al-Yusufiyya (també Sirat Salah al-Din). Va escriure sis altres obres menors.